# Eugen Emnet
Eugen Emnet (* 3. Juli 1883 in Schifferstadt; † 18. September 1966) war ein deutscher Verwaltungsjurist und Ministerialbeamter.

## Werdegang
Emnet trat 1911 in das Bayerische Staatsministerium der Finanzen ein. Dort wurde er 1926 zum Ministerialrat ernannt. Obwohl Mitglied der Bayerischen Volkspartei (BVP) blieb er bei Machtübernahme der Nationalsozialisten im Amt. Nach eigenen Angaben auf Druck des Ministeriums und Ministerpräsident Ludwig Siebert beantragte er am 23. Juni 1941 die Aufnahme in die NSDAP und wurde zum 1. Juli desselben Jahres aufgenommen (Mitgliedsnummer 8.800.145).
Im April 1948 wurde er zum Ministerialdirigenten ernannt. Zum 1. Dezember 1950 trat er in den Ruhestand. Er war seit 1901 Mitglied der katholischen Studentenverbindung KDStV Thuringia Würzburg im CV.

## Ehrungen
- 1952: Verdienstkreuz (Steckkreuz) der Bundesrepublik Deutschland
- 1959: Bayerischer Verdienstorden